# پیشگمان
پیشگمان یک روستا در ایران است که در دهستان خورش رستم جنوبی واقع شده‌است. پیشگمان ۵۵ نفر جمعیت دارد.